# Lösa förbindelser (film)
Lösa förbindelser (originaltitel: Skin Deep) är en amerikansk komedifilm från 1989, i regi av Blake Edwards.

## Rollista (i urval)
- John Ritter - Zachary "Zach" Hutton
- Vincent Gardenia - Barney, barägaren
- Alyson Reed - Alexandra "Alex" Hutton
- Joel Brooks - Jake Fedderman
- Julianne Phillips - Molly
- Chelsea Field - Amy McKenna
- Peter Donat - Leon "Sparky" Sparks
- Don Gordon - Curt Ames
- Nina Foch - Marge, Alexs mamma
- Denise Crosby - Angela "Angie" Smith
- Michael Kidd - Dr. Westford
- Dee Dee Rescher - Bernice Fedderman
- Bryan Genesse - Rick Curry
- Bo Foxworth - Greg
- Raye Hollitt - Lonnie Jones
- Brenda Swanson - Emily
- Jean Marie McKee - Rebecca "Becky"